# اسفین (حقوقدانان امور مالی اسلامی)
اسفین (حقوقدانان امور مالی اسلامی) ISFIN یک بستر جهانی برای شرکت‌های حرفه ای و متخصص در امور مالی اسلامی، سرمایه‌گذاری در جهان اسلام و صنعت حلال است. دفتر مرکزی در بروکسل واقع شده‌است. این سازمان در سال ۲۰۱۱ توسط لورن ماریلایر تأسیس شد.
اسفین متخصصان شرکتهای همکار مستقل از بسیاری از کشورها را با پوشش در بیش از ۶۵ کشور هدف جمع‌آوری می‌کند، و این امکان را فراهم می‌کند تا به هر شرکتی توصیه‌های جهانی (اما محلی خاص) را در همه جنبه‌های مالی اسلامی ارائه دهد (سرمایه‌گذاری‌های شرعی و معاملات متعارف سازگار با شرع).
اهداف سازمان اسفین کمک به سرمایه گذاران اسلامی است که در کشورهای غربی سرمایه‌گذاری می‌کنند و سرمایه گذاران غربی که در کشورهای اسلامی سرمایه‌گذاری می‌کنند از جمله مشاوره در مورد ساختار مالیاتی است. اسفین همچنین به دولتهای غربی کمک می‌کند تا مقررات مالیاتی خود را تنظیم کنند تا بتوانند سرمایه‌گذاری اسلامی را در کشورهای خود ترویج دهند.

## جوایز
اسفین توسط فایننشال تایمز بعنوان ابتکاری‌ترین پروژه در بخش «استراتژی شرکت» در سال ۲۰۱۲ شناخته و معرفی شد.

## شرکتهای همکار (۳۱ اوت ۲۰۱۴)
- افشریفت،[۳] بلژیک
- Anjarwalla & Khanna، کنیا
- Appleby، گورنسی
- آرنت و Medernach ,[۳] لوکزامبورگ
- آسترس، اوکراین
- آزمی و همکاران، مالزی
- همکاران Beatow، اسلواکی
- بیلژن مجوز حسابداری عمومی با مسئولیت محدود، ترکیه
- بنیانی و همکاران،[۴] مراکش
- بن شبیب و همکاران (BSA)، امارات متحده عربی
- بوگا و همکاران، آلبانی، کوزوو
- بوردن لادنر گراویس، کانادا
- سنگ سقوط شیخ کابینت ، سنگال
- Carrillo y Asociados، گواتمالا
- CGA- کوتو گراسا و associados، موزامبیک
- کواتراکاساس،[۳] اسپانیا
- De Gaulle Fleurance & Associés، فرانسه
- ادواردو ورا کروز آدوگادوس، آنگولا
- Estudio Beccar Varella، آرژانتین
- فریر، اروگوئه
- Guernandt & Danielsson، سوئد
- Guerrero, Olivos, Novoa & Errazuriz,[۵] شیلی
- گوارا و گوتییرز، بولیوی
- Hitesh Metah & co، اوگاندا
- هاوتوف بوروما، هلند
- حسابرسی ILD-99، آلبانی
- Intertaxaudit، قبرس
- ایرفان و ایرفان، پاکستان
- جوریسکورپ، هند
- K-Solutions و همکاران، رواندا
- کارانوویچ و نیکولیک دوو، مقدونیه شمالی
- کنتوادی آدف، نیجریه
- Ketenci & Ketenci، ترکیه
- شرکت حقوقی ساجیچ، بوسنی و هرزگوین
- لنز و استیلین، سوئیس
- Maples & Calder، ایرلند
- MLGTS ,[۳] پرتغال
- Moreno Ruffinelli & Asociados، پاراگوئه
- مورگان و مورگان - وکلای دادگستری، پاناما
- Nagy & Trocsanyi، مجارستان
- NCTM، ایتالیا
- مؤسسه حقوقی اوسی، سوریه
- Pellerano & Herrera، جمهوری دومینیکن
- پلسنر،[۵] دانمارک
- همکاران PRK، جمهوری چک
- رافائل و همکاران، لبنان
- Refalo & Zammit Pace، مالت
- گروه مشاوره Revera، بلاروس
- RMA SENEGAL، سنگال
- ساسلو، عمان
- Schoenherr (شرکت حقوقی)، اتریش
- Shonubi Musoke & Co، اوگاندا
- Simeza , Sangwa & Associates (SSA)، زامبیا
- Soemadipradja و طاهر، اندونزی
- SyCip Salazar Hernandez & Gatmaitan، فیلیپین
- Tassos Papadopoulos همکاران، قبرس
- Uteem Chambers، موریس
- والوین قانون، نوویس
- زالوم و لاسوی، اردن

## مکانها
- بلژیک: بروکسل
- مالزی: کوالالامپور
- انگلستان: لندن